# 埃斯科河畔弗雷讷
埃斯科河畔弗雷讷（法語：Fresnes-sur-Escaut，法語發音：[fʁɛn syʁ ɛsko]）是法国上法兰西大区诺尔省的一个市镇，位于该省东部，属于瓦朗谢讷区。

## 地理
埃斯科河畔弗雷讷（50°26'1"N, 3°34'37"E）面积11.77 平方千米，位于法国上法蘭西大區北部省，该省份为法国最北部的省份及最长的省份，西北濒北海，西接加来海峡省，南至埃纳省和索姆省，东与比利时接壤。
与埃斯科河畔弗雷讷接壤的市镇（或旧市镇、城区）包括：旧孔代、维克、埃斯科河畔孔代、埃科蓬、奥多梅兹、奥南、卡鲁布勒。
埃斯科河畔弗雷讷的时区为UTC+01:00、UTC+02:00（夏令时）。

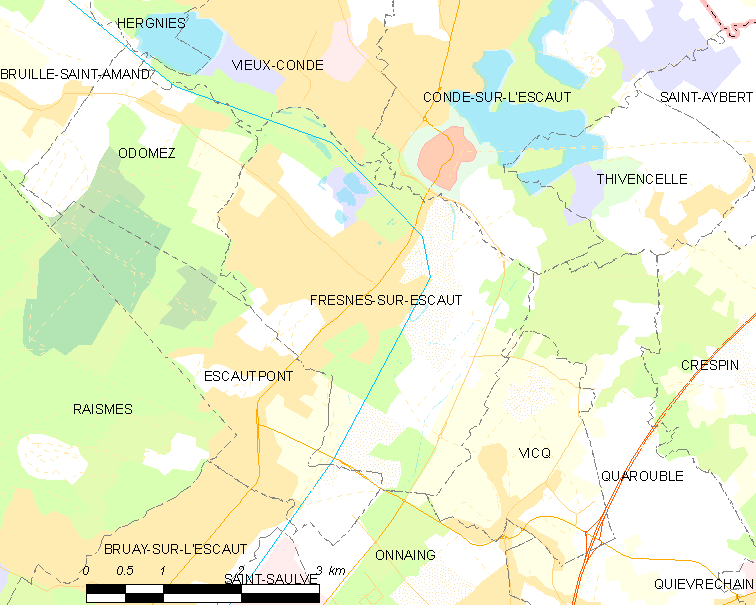
埃斯科河畔弗雷讷的OSM定位图

## 行政
埃斯科河畔弗雷讷的邮政编码为59970，INSEE市镇编码为59253。

## 政治
埃斯科河畔弗雷讷所属的省级选区为昂赞县。

## 交通
瓦朗谢讷有轨电车2号线经过境内。

## 人口

1962-2008年间埃斯科河畔弗雷讷人口变化图示

埃斯科河畔弗雷讷于2022年1月1日时的人口数量为7473人。